# ديف هنت (رسام)
ديف هنت (بالإنجليزية: Dave Hunt)‏ هو رسام أمريكي، ولد في 2 أغسطس 1942 في نيوآرك في الولايات المتحدة، وتوفي في 5 مارس 2017 بسبب سرطان.